# پوشیکنو، ارمنستان
پوشیکنو (به ارمنی: Պուշկինո) یک روستا در ارمنستان است که در استان لوری واقع شده‌است.  در  کیلومتری شمال وانادزور، مرکز استان لوری واقع شده است.

## خصوصیات
پوشیکنو ۴۱۱ نفر 
جمعیت دارد و در ارتفاع  متر بالاتر از سطح دریا قرار گرفته است.